# Heliophanus excentricus
Heliophanus excentricus este o specie de păianjeni din genul Heliophanus, familia Salticidae, descrisă de Ledoux în anul 2007. Conform Catalogue of Life specia Heliophanus excentricus nu are subspecii cunoscute.